# Stara Wieś (Mysłaków)
Stara Wieś – część wsi Mysłaków w Polsce położona w województwie łódzkim, w powiecie łowickim, w gminie Nieborów.
W latach 1975–1998 Stara Wieś administracyjnie należała do województwa skierniewickiego.